# Белая Гора (Новгородская область)
Бе́лая Гора́ — деревня в Новгородском районе Новгородской области. Входит в состав Бронницкого сельского поселения. Численность постоянного населения на 1 января 2011 года — 377 человек

## География
Находится на левом берегу реки Мста. Ближайшие населённые пункты — Бронница, Божонка, Новоселицы.
Планировка Белой Горы уличная с двусторонней застройкой вдоль реки.

## История
Точное время возникновение деревни неизвестно, однако определённо позже XV века. В писцовых книгах того времени деревня Белая Гора ещё не значится. На плане 1858 года в деревне стоял лишь один ряд домов, обращённых окнами к реке. За последующее время число дворов увеличилось вдвое. В 1859 году числилось 62 двора и 165 человек мужского пола, в 1914 было уже 117 дворов с общим числом жителей 651. Некогда в деревне имелась деревянная Никольская церковь. В 1865 году за ветхостью она была полностью перестроена, однако её поновлённый вариант до наших дней также не сохранился.

## Население
| 2010 |
| ---- |
| 343  |

## Инфраструктура
В Белой Горе имеется фельдшерско-акушерский пункт, магазин и минимаркет.

## Транспорт
Деревня находится на 502 км федеральной автомагистрали «Россия» М10. В 1981 году был сдан в эксплуатацию объездной (в объезд Новгорода) участок автодороги «Москва—Ленинград» с мостом через Мсту в районе деревни Белая Гора. Мост не пересекает деревню непосредственно, но проходит над ней. При съезде с моста имеется автомобильная развязка.
С октября 2005 по июнь 2007 года мост находился на реконструкции.